# Ryan Anderson (ciclista)
Ryan Anderson (Spruce Grove, Alberta, 22 de juliol de 1987) és un ciclista canadenc, professional des del 2008 al 2020.

## Palmarès
- 2009
  - 1r al Tour de Delta i vencedor d'una etapa
- 2011
  - Vencedor d'una etapa al Tour de Delta
- 2012
  - Vencedor d'una etapa al Tour de Delta
- 2014
  - 1r al North Star Grand Prix i vencedor d'una etapa
- 2015
  - Vencedor d'una etapa al North Star Grand Prix
  - Vencedor d'una etapa al Trofeu internacional del Guadiana

### Resultats a la Volta a Espanya
- 2016. 136è de la classificació general